# إيمان محمد يونس
إيمان محمد يونس آل سلمان وهي سياسية عراقية من أصل تركماني، ولدت عام 1969 عملت سابقاً في مجال الصحافة والإعلام.
شغلت منصب عضوة في الجمعية الوطنية الانتقالية المؤقتة عامي 2004 و2005، وكانت عضوا في لجنة التنمية والإعمار في الجمعية.
أعدمها تنظيم داعش بعد سيطرته على محافظة نينوى واختطافها هي وزوجها من منزلها في الموصل عام 2014.